# Edessena formosensis
Edessena formosensis är en fjärilsart som beskrevs av Embrik Strand 1920. Edessena formosensis ingår i släktet Edessena och familjen nattflyn. Inga underarter finns listade i Catalogue of Life.